# Chersotis rifensis
Chersotis rifensis là một loài bướm đêm trong họ Noctuidae.